# 向新
株式会社向新（むかしん、英文表記：Mukashin Co., Ltd.）とは、大阪府泉佐野市に本社を置く和菓子メーカーである。大阪府南部地域を中心に営業展開。

## 概要

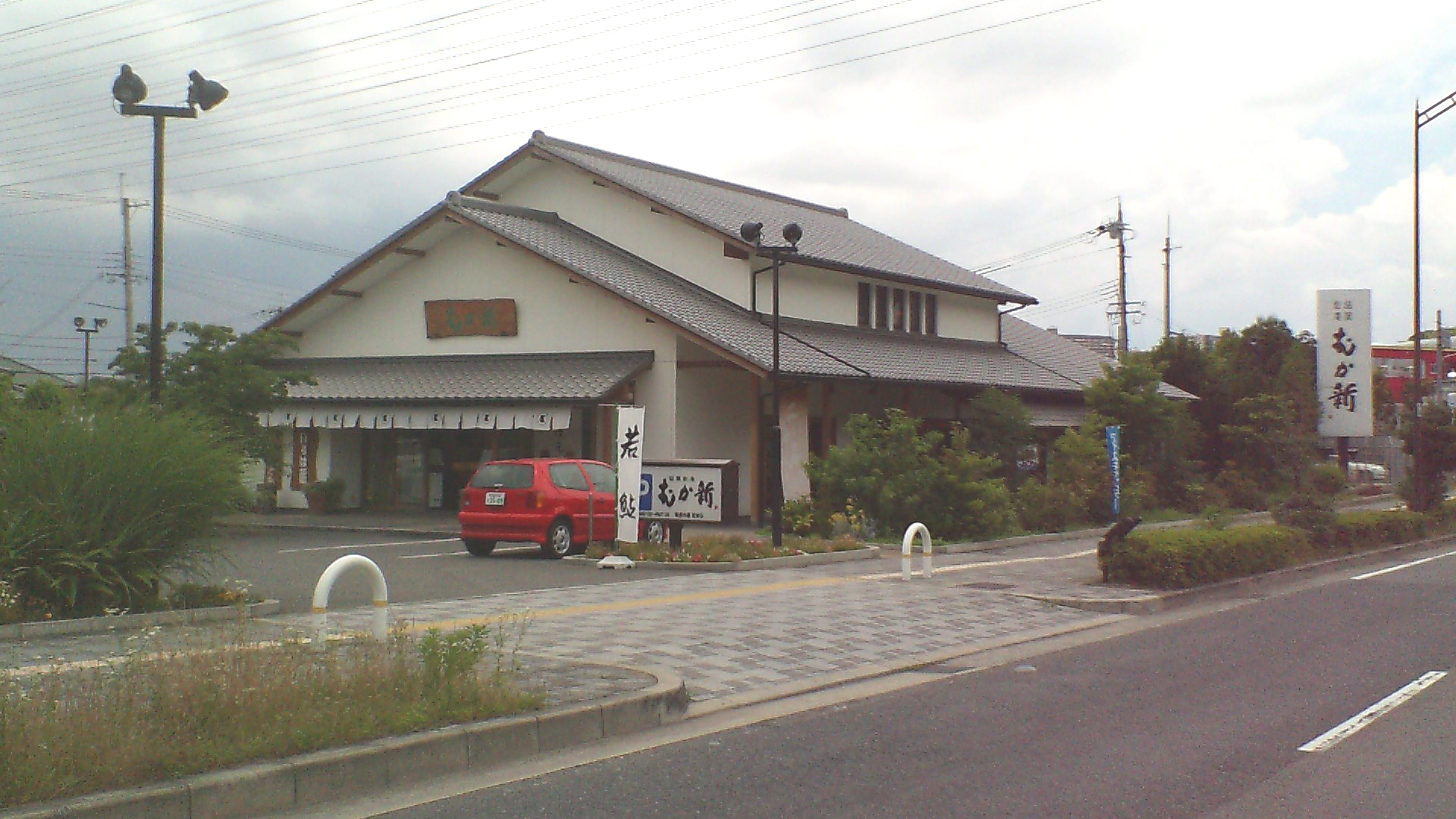
2014年（平成26年）現在、最大規模の店舗、『和泉の国本館』（トリヴェール和泉内）

向新（むかしん）の創業の地、泉州佐野は、江戸時代の頃から地域の発展が著しく、漁業や廻船業などの行き交う船で大変な賑わいをみせており、当時から多くの人々に茶菓子などとして和菓子が親しまれてきた。
向新の始まりは、1892年（明治25年） に当時の大阪府日根郡佐野村（現在の大阪府泉佐野市栄町）に『御菓子司　向新本店』としての創業である。
和菓子には、その地域の歴史や風土といったものが必ず関係していると考えられ、創業以来、地元・和泉国の歴史、風土、習慣といったものを和菓子創りを通じて発信に努めてきたという。1953年（昭和28年）には、商号を『株式会社向新』として法人化された。長い間、社名と同じ「向新」という名称で店舗を運営していたのだが、顧客にとって読み辛いといった問題などがあり、店舗名としては、あまり評判が良くなかった。そこで、1980年（昭和55年）に現在の『むか新』に変更した。それ以来、向新の名が少しずつ各地へ広まっていった。現在では、和歌山県にも進出している。美味しいものを食べる時や気心の知れた仲間とお茶を飲む時など、和菓子には、人の人生における楽しいお茶の間のひとときをつくる力があると確信し、他社がまだ創ったことのない新しい和菓子への挑戦を続けている。
会社の経営理念は、創業以来決して変わることのない『皆様に愛される和菓子への追求』である。

## 沿革
- 1892年 （明治25年） - 大阪府日根郡佐野村（現在の大阪府泉佐野市栄町）に「御菓子司　向新本店」として創業。
- 1953年（昭和28年） - 「株式会社向新」として法人化される。
- 1955年（昭和30年） - 泉佐野駅前商店街に「駅前通り店」をオープン。
- 1974年（昭和49年） - 日本茶の販売を本格的に開始。
- 1980年（昭和55年） - 南海本線「泉佐野駅」の東側に本社ビルを新築。「本店」を栄町より同ビルに移転しオープン。
  - この時から店舗名を『銘菓創庵　むか新』と改称。また、 企業理念として『お茶の間のひとときをつくる』を掲げ、商品やパッケージを一新した。
- 1983年（昭和58年） - 郊外店として泉南郡熊取町に「熊取店」をオープン。
- 1986年（昭和61年） - 地元泉佐野市内に「羽倉崎店」をオープン
- 1989年（平成元年） - 初の大型店舗として岸和田市に「岸和田店」をオープン。
- 1991年（平成3年） - 泉南郡阪南町（現・阪南市）に「阪南店」をオープン。
- 1992年（平成4年） - 泉南市に「泉南店」をオープン。
- 1994年（平成6年） - 岸和田市に「久米田店」をオープン。 関西国際空港2Fにあるグルメギフトコーナーに「関空店」をオープン。
- 1995年（平成7年） - 関西国際空港のエアロプラザ内にある「エアロプラザ・タカシマヤ」に「エアロプラザ店」をオープン。
- 1996年（平成8年） - 堺市に「もず店」をオープン 。
- 1997年（平成9年） - 堺市に「泉北店」、「堺店」をオープン。
- 1998年（平成10年） - 地元泉佐野市内に本部・工場を新設。
- 1999年（平成11年） - 和泉市に「葛の葉店」をオープン。
- 2002年（平成14年） - 大型店舗として和泉市のトリヴェール和泉に「和泉の国本館」をオープン。現在のところ、向新の店舗としては最も規模が大きい。また、初めて「いろはカフェ」というカフェを開業した。
- 2004年（平成16年） - 「エアロプラ・ザタカシマヤ」の閉店に伴い「エアロプラザ店」は閉店した。
- 2005年（平成17年） - 堺市に「金岡公園店」をオープン。
- 2006年（平成18年） - 初の大阪府外への進出。和歌山県岩出市に「岩出店」をオープン。
- 2007年（平成19年） - 泉佐野りんくうシークル内に工房付プリン専門店「Kona’sパパのプリン工房」をオープン。南海本線泉佐野駅の駅前開発にともない、「駅前通店」閉店。
- 2009年（平成21年） - 堺市に堺店が堺本館として移転・オープン。
- 2010年（平成22年） - 和歌山で2店舗目となる和歌山市に「和歌山北店」をオープン。
- 2010年（平成22年） - JR大阪駅構内 デザートテラスに「JR大阪駅 デザートテラス店」をオープン。
- 2010年（平成22年） - 貝塚市に「貝塚市店」をオープン。「もず店」移転。
- 2011年（平成23年） -  「JR大阪駅 デザートテラス店」と「Kona’s パパのプリン工房」閉店。
- 2013年（平成25年） - 河内長野市に「河内長野店」をオープン。
- 2014年（平成26年） - 富田林市に「富田林店」をオープン。

## 主な商品
- 「千石」、「あぜ餅」、「大阪みたらしだんご」、「むらしぐれ」、「こがしバターケーキ」など。

## 店舗
既に、向新の製品を取り扱う百貨店なども増えてきており、販売エリアを近畿地方全域に、さらには日本全国へ広げる事も決して夢ではないという。

### 直営店
2014年（平成26年）現在、向新の直営店としては、下記の18店舗がある。
- 本店 - 大阪府泉佐野市上町3-11-4
- 和泉の国本館 - 和泉市いぶき野3-16-6
  - いろはカフェ
- 熊取店 - 泉南郡熊取町大久保中1-6-28
- 羽倉崎店 - 泉佐野市羽倉崎1-4-7
- 岸和田店 - 岸和田市土生町2-1-20
- 泉南店 - 泉南市新家237-6
- 阪南店 - 阪南市鳥取中390-5
- 久米田店 - 大阪府岸和田市小松里町2193
- もず店 - 大阪府堺市北区百舌鳥西之町2-525
- 泉北店 - 大阪府堺市南区豊田830-1
- 葛の葉店 - 大阪府和泉市葛の葉町308-1
- 金岡公園店 - 大阪府堺市北区蔵前町1534-9
- 岩出店 - 和歌山県岩出市根来189-1
- 堺本館 - 大阪府堺市堺区櫛屋町東1-1-10　NTT西日本 堺ビル1階
- 和歌山北店 - 和歌山市土入26-10
- 貝塚店 - 大阪府貝塚市石才123-1
- 河内長野店 - 大阪府河内長野市原町6-10-11
- 富田林店 - 大阪府富田林市宮町2-7-50

### オンラインショッピング
向新の商品は、ネット販売も行なわれている。
- 大阪泉州の和菓子店 むか新 - Yahoo!ショッピング
- 銘菓創庵 むか新 楽天市場店